# رود بیر (نوا اسکوشیا)
رود بیر (انگلیسی: Bear River) که در اصطلاح عامیانه فارسی معنای رود خرس را دارد، رودخانه‌ای کوچک در غرب استان نوا اسکوشیا واقع در کشور کانادا است. جریان این رود از جنوب به شمال می‌باشد و طول اش از سرچشمه تا انتها (محل ورود رود به حوضه آناپولیس)، ۴۰ کیلومتر است. ناگفته نماند، فاصله این رود تا نزدیکترین شهر یعنی دیگبی ۶ کیلومتر است.

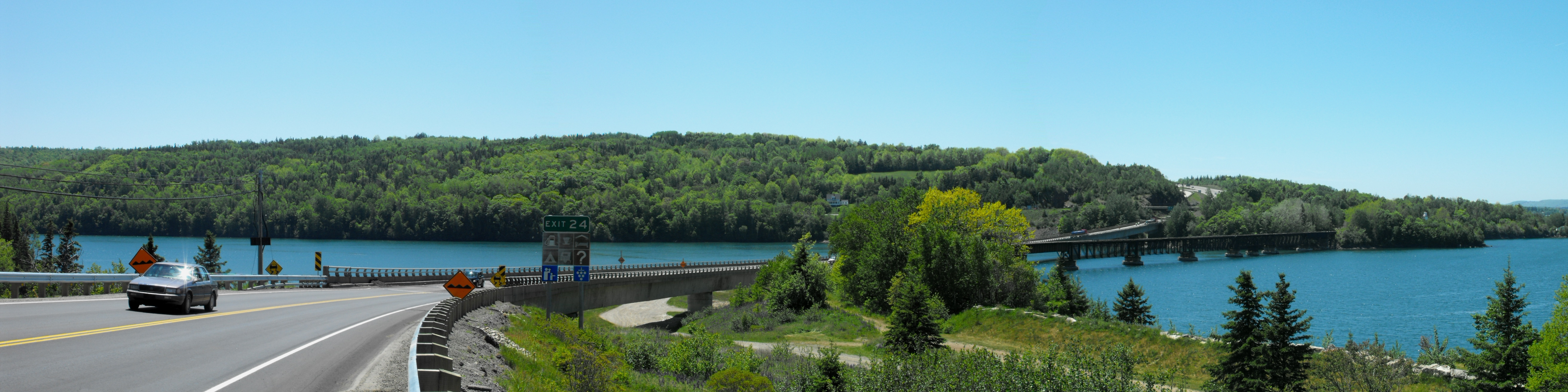
عبور بزرگراه ۱۰۱ از روی رودخانه بیر (خرس)